# 이호철 (비서)
이호철(1958년 12월 21일 ~ )은 대한민국의 전 정무직공무원, 기업인이다.
부산대학교 학생운동권 출신으로, 노무현의 1988년 국회의원 선거, 1992년 국회의원 선거, 1995년 부산시장 선거, 2000년 국회의원 선거, 2002년 대통령 선거 과정을 도왔다.
경남고등학교와 부산대학교 행정학과를 졸업했으며 노무현 정부 초기 대통령비서실 민정비서관을 역임했다. 2004년 4월 사임하였다가, 2005년 2월 제도개선비서관으로 청와대 근무에 복귀했다. 2005년 8월부터 국정상황실장을 맡아왔다. 2007년 12월 21일 대통령 노무현은 이호철을 민정수석비서관에 내정했다.

## 생애
1958년 부산에서 태어났다. 1977년 부산대학교에 입학해 1981년 행정학 학사 학위를 받았다.
1982년 부림사건으로 구속되었으며, 변호사로 노무현을 접했다. 1985년 부산민주시민협의회 사회부장, 홍보부장을 1987년 민주헌법쟁취국민운동부산본부 홍보부장 등으로 변호사 노무현과 함께 활동했다.
1989년에는 국회의원 노무현 보좌관으로 활동했다. 노무현은 이호철에게 자신의 집 문간방을 내주어 살게 했다.
1992년 14대 국회의원 선거에서 노무현이 패하자 부산에서 입시학원을 운영하였고, 그 자금을 바탕으로 부산대학교 앞에 여행사를 차려 배재항공부산 대표를 지냈다. 배재항공여행사 지점장 이호철은 5000만원 상당 가액인 ㈜배재항공여행(「㈜마니투어」로 상호 변경) 비상장주식 5000주를 보유하였었다.
2003년 2월 대통령비서실 민정수석실 민정1비서관으로 2003년 12월까지 재직했다. 노무현 정부에서 민정비서관, 제도개선비서관, 국정상황실장, 민정수석비서관을 역임했다.
노무현의 대통령 퇴임 후엔 봉하마을에서 친환경 생태농업, 마을 가꾸기 등 퇴임 후 활동을 도왔으며 노무현재단 상임운영위원으로 재직했다.